# Silvio Leonardi
Silvio Leonardi (ur. 16 lipca 1914 w Turynie, zm. 21 kwietnia 1990) – włoski polityk, inżynier i prawnik, parlamentarzysta krajowy, poseł do Parlamentu Europejskiego I kadencji.

## Życiorys
Ukończył studia inżynierskie. Obronił doktoraty z zakresu prawa i inżynierii, zajmował się także badaniami ekonomicznymi. W 1936 zaangażował się w działalność polityczną w ramach Włoskiej Partii Komunistycznej, należał do jej komitetu federalnego. Zasiadał w radzie miejskiej Mediolanu i w izbie pracy w tym mieście. W latach 1963–1979 był członkiem Izby Deputowanych IV, V, VI i VII kadencji. Od 1969 był posłem do Parlamentu Europejskiego, w 1979 wybrano go w wyborach bezpośrednich. Przystąpił do Grupy Sojuszu Komunistycznego, należał do Komisji ds. Gospodarczych i Walutowych oraz Delegacji ds. stosunków z Komisją Parlamentarzystów Państw EFTA. Później został założycielem i szefem centrum studiów regionalnych im. Giorgio Amendoli